# Демократическая коалиция (Венгрия)
Демократическая коалиция (венг. Demokratikus Koalíció, DK) — левоцентристская политическая партия Венгрии, основанная бывшим премьер-министром Венгрии Ференцем Дьюрчанем в 2011 году. Ранее она была фракцией Венгерской социалистической партии, но откололась 22 октября 2011 года и стала отдельной партией. Представлена 4 депутатами в Национальном собрании Венгрии и 2 депутатами в Европарламенте. Партия исповедует идеологию третьего пути в центризме, придерживается также устоев социал-либерализма и выступает за евроинтеграцию Венгрии.

## История

### Часть Социалистической партии
5 октября 2010 года Ференц Дьюрчань объявил руководству партии, что создаёт новую платформу под названием «Демократическая коалиция», которая станет широким и открытым обществом для тех, кто разделял идеалы революционных событий 1989 года. Ряд представителей партии были недовольны такой инициативой Дьюрчаня. Первое заседание Демократической коалиции состоялось 22 октября 2010 года в 14:00 в парке Святого Иштвана в 13-м округе Будапешта. Заместитель председателя партии социалистов Андраш Балог в интервью «Népszava» заявил, что партия провалилась на выборах из-за ошибок кабинета Дьюрчаня и вообще полностью разлагается из-за коррупции.
В мае 2011 года платформы Венгерской социалистической партии провели дебаты о том, должна ли партия продолжать сотрудничество с левыми партиями или пойти на компромисс с центристами и правыми, чтобы создать альтернативу правящему «Фидесу». Вторую идею поддержала только Демократическая коалиция, все остальные 7 платформ сошлись на том, что социалистам нужен командный лидер, а не вождь и «Орбан для левых», поддержав позицию руководителя Социал-демократической платформы Иштвана Хиллера. Хиллер раскритиковал идею Дьюрчаня о союзе либералов с консерваторами, назвав её подрывной для партии.

### Отдельная партия
22 октября 2011 года Дьюрчань объявил об уходе из партии и создании прозападного левого движения. Он объяснил, что социалисты не преобразовали себя, вследствие чего он покинул Венгерскую партию социалистов и собрал свою партию. Он признал новую конституцию нелегитимной и заявил, что всё правительство и суд Венгрии подчиняются только Виктору Орбану. Созданная им партия получила название «Демократическая коалиция», а Ференц Дьюрчань стал её лидером 6 ноября 2011 года. На пресс-конференции он назначил своими заместителями Тамаша Бауэра, Йожефа Дебрецени, Чабу Молнара и Петера Нидермюллера, пообещав официально выдвигать на партийных съездах всех кандидатов и сохранять равноправие среди членов партии. В новую партию подали 3800 заявок на вступление.
Демократической коалиции 7 ноября 2011 года запретили формировать в Парламенте Венгрии фракции до весны 2012 года, признав депутатов от коалиции в Парламенте Венгрии независимыми. Для вступления во фракцию им необходимо было подождать как минимум полгода. Но в апреле 2012 года партия «Фидес» и вовсе запретила формировать парламентскую группу Демократической коалиции, сказав, что её могут формировать только те, кто прошёл по партийному списку на предыдущих выборах. Дьюрчань заявил, что так на нём отыгрался Орбан, а Чаба Молнар пригрозил пожаловаться в европейские суды.

### Сотрудничество
В сентябре 2013 года Венгерская социалистическая партия отказалась подписывать соглашение о сотрудничестве с Демократической коалицией Ференца Дьюрчаня и Венгерской либерально партией Габора Фодора как популистами. Аттила Мештерхази в интервью телеканалу ATV сказал, что социалистам придётся склонить на свою сторону не определившихся ещё избирателей, а сотрудничество с Дьюрчанем оттолкнёт их от поддержки социалистов. Дьюрчань, в свою очередь, заявил, что Венгерская социалистическая партия согласилась сотрудничать с Демократической коалицией только по 4 пунктам из 9, что было невозможно в принципе. Более того, Демократической коалиции предоставили всего 4 % мест в предвыборном списке, запретив Дьюрчаню избираться вообще, и не позволили создавать свою платформу. Дьюрчань заявил, что партия не приняла такие ограничения.
14 января 2014 года оппозиционные левоцентристские партии составили общий предвыборный список для участия в парламентских выборах 2014 года. В список вошли лидер венгерских социалистов Аттила Мештерхази, который собирался стать премьер-министром, затем Гордон Байнаи (Вместе 2014) и Ференц Дьюрчань, третий в списке. Четвёртое занял либерал Габор Фодор, а пятое место — Тимеа Сабо (Диалог за Венгрию). 56-е и 58-е места получили представители Либеральной партии Венгрии. Председатель парламентской фракции «Фидес» Антал Роган скептически к этому отнёсся, сказав, что оппозиция не предложила явной альтернативы или какое-то новое лицо. На выборах 2014 года в Европарламенте Демократическая коалиция получила 9,76 % голосов и делегировала двух человек. 26 мая 2014 года Молнар объявил о подаче партией заявки на вступление в Прогрессивный альянс социалистов и демократов.